# Albanus van Engeland

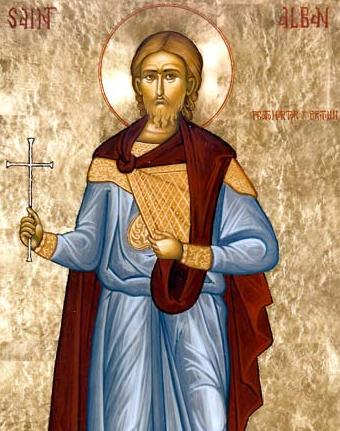
Icoon van Sint-Albanus

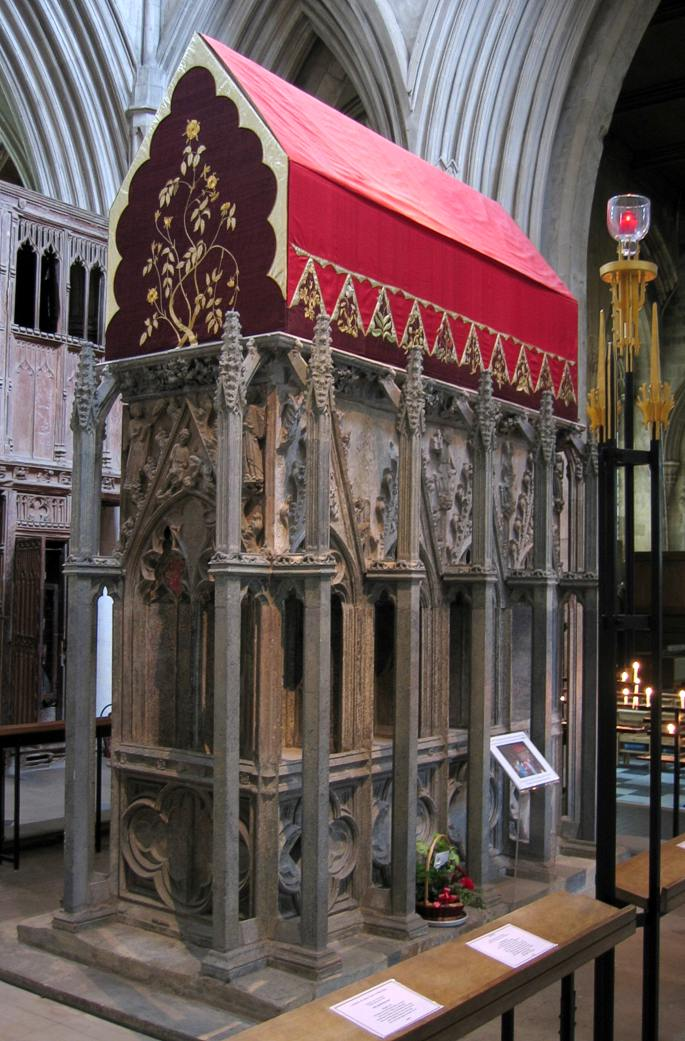
Het schrijn van Albanus in de Kathedraal van Sint-Albanus

Albanus (Albaan) van Engeland, ook wel Albanus van Verulamium genoemd, was een 3e-eeuwse Engelse heilige. Hij was de eerste Britse christelijke martelaar. Albanus wordt vereerd als heilige in de Anglicaanse Kerk, Rooms-Katholieke Kerk en orthodoxe kerken. Zijn feestdag in de Anglicaanse Kerk is 22 juni. De Engelse plaats St Albans is naar hem vernoemd.

## Levensbeschrijving
De vroegst bekende bron over Albanus is de hagiografie over Germanus van Auxerre door Constantius van Lyon, geschreven rond 480. Gildas schreef over Albanus in zijn De Excidio Britanniae (6e eeuw).
Volgens de 8e-eeuwse Historia ecclesiastica gentis Anglorum van Beda was Albanus een inwoner van de Brits-Romeinse stad Verulamium, nu St Albans, iets ten noorden van Londen. Albanus bekeerde zich tot het christendom en werd hiervoor onthoofd op een heuvel boven de stad. Volgens Beda vond deze executie ergens na het jaar 303 plaats. Nieuw onderzoek door de Britse historicus John Morris wees echter op het jaar 209, tijdens de vervolging van christenen door de Romeinse keizer Septimius Severus. Andere historici plaatsen de gebeurtenis ergens in de jaren 250.
Albanus zou onderdak hebben gegeven aan een christelijke priester die op de vlucht was voor de Romeinen, en werd door deze priester bekeerd tot het christendom. Albanus wisselde met hem van kleren en werd in plaats van de priester gearresteerd en onthoofd op een heuvel aan de overkant van de Ver, de rivier waaraan Verulamium lag.

## Verering
Op de plek waar de executie volgens de overlevering zou hebben plaatsgevonden werd eerst een kerk en vervolgens, in de 8e eeuw, een klooster gesticht dat aan de heilige Albanus gewijd was. In de 19e eeuw werd de kloosterkerk opgewaardeerd tot de Kathedraal van Sint-Albanus, zetel van het huidige Anglicaanse bisdom St Albans. In 2002 werd een sleutelbeen dat een relikwie van Albanus zou zijn van de Sint-Pantaleonkerk in Keulen overgebracht naar de Kathedraal van Sint-Albanus en in de 13e-eeuwse schrijn van de heilige geplaatst.
De heilige Albanus is het onderwerp van veel middeleeuwse legendes. Hij is een van de cefaloforen, dat wil zeggen een heilige die volgens de legende na zijn onthoofding zou zijn opgestaan en zijn afgehouwen hoofd hebben opgepakt en meegenomen naar een bepaalde plaats, zoals een kerk of grafstee. In sommige legendes wordt Sint-Albanus verward met een gelijknamige heilige, Albanus van Mainz.
Het Sint-Albanuskruis is een christelijk kruissymbool. Het is een vlag met een diagonaal kruis in geel op een blauwe achtergrond. Het was onder meer de vlag van het Angelsaksische koninkrijk Mercia.
In 2006 stelden enkele Anglicaanse geestelijken voor om Sint-Joris te vervangen door Sint-Albanus als schutspatroon van Engeland. Sint-Joris zou volgens hen een te oorlogszuchtig imago hebben, nauw verbonden met de kruistochten en daarom mogelijk kwetsend voor islamitische Britten.
Sint-Albanus is schutspatroon van de Vrij-Katholieke Kerk.